# Cargolet gris
El cargolet gris (Cantorchilus griseus) és un ocell de la família dels troglodítids (Troglodytidae).

## Hàbitat i distribució
Viu entre la malesa del bosc a les terres baixes de l'oest del Brasil.